# نیت مارکوارت
نیت مارکوارت (انگلیسی: Nate Marquardt؛ زادهٔ ۲۰ آوریل ۱۹۷۹) ورزشکار هنرهای رزمی ترکیبی و بوکسور اهل ایالات متحده آمریکا است.